# 円林寺 (柏市)
円林寺（えんりんじ）は、千葉県柏市にある天台宗の寺院。

## 歴史
創建年代は不明である。ただ中世の板碑が存在すること、本寺の泉倉寺が古刹であること、1970年代時点での住職が第44世ということから、中世前期に創建されたものと推測される。
本堂には二人の位牌を祀っている。その内の一つの没年が「元禄五年（1692年）」となっていることから、元禄没の位牌の主が江戸時代の当寺を支えた大檀越の一員であると考えられている。
道を挟んだ隣は鳥見神社である。当寺関係の仏塔の多くが鳥見神社側の境内にあり、江戸時代までは寺社一体として扱われていた。

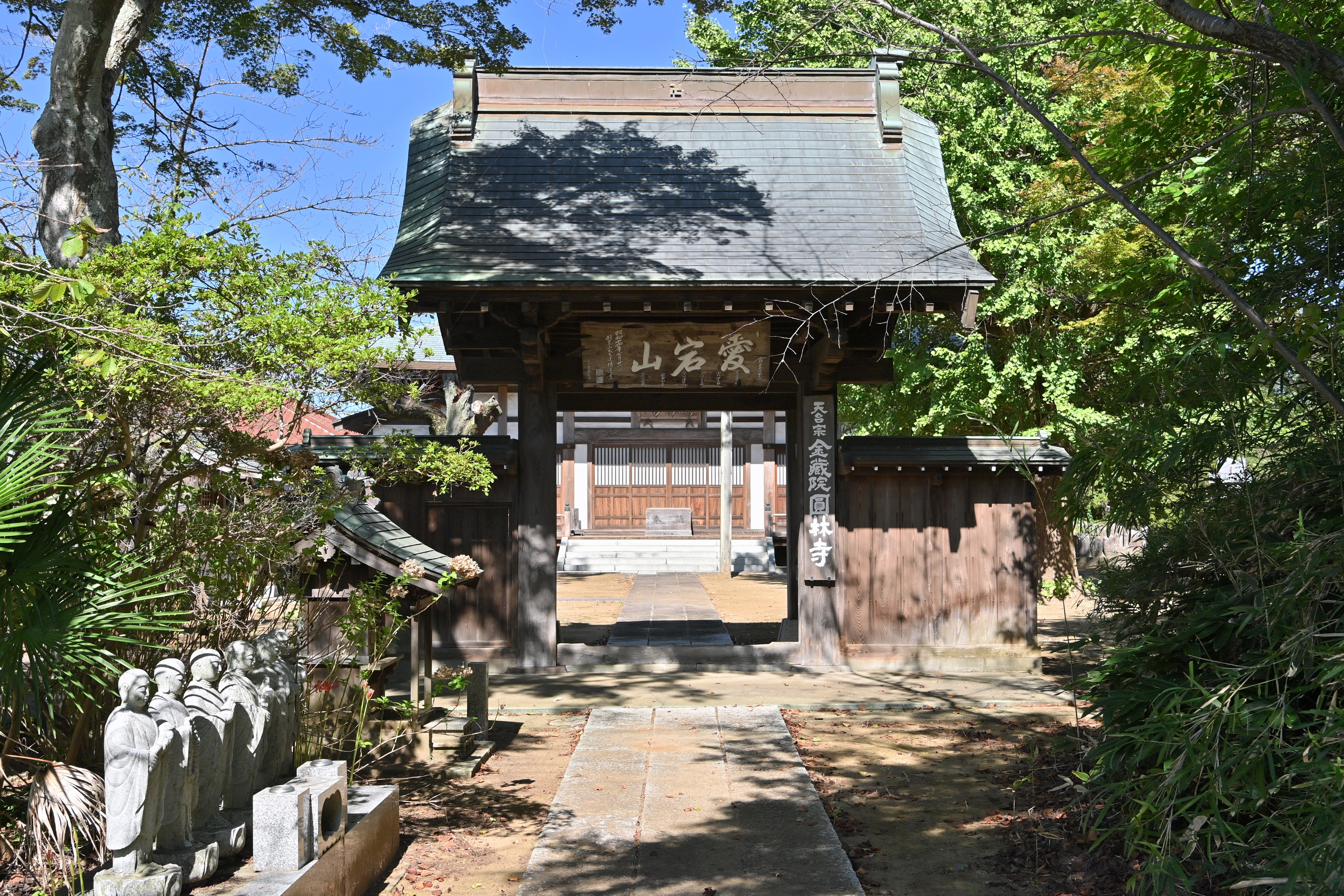
山門
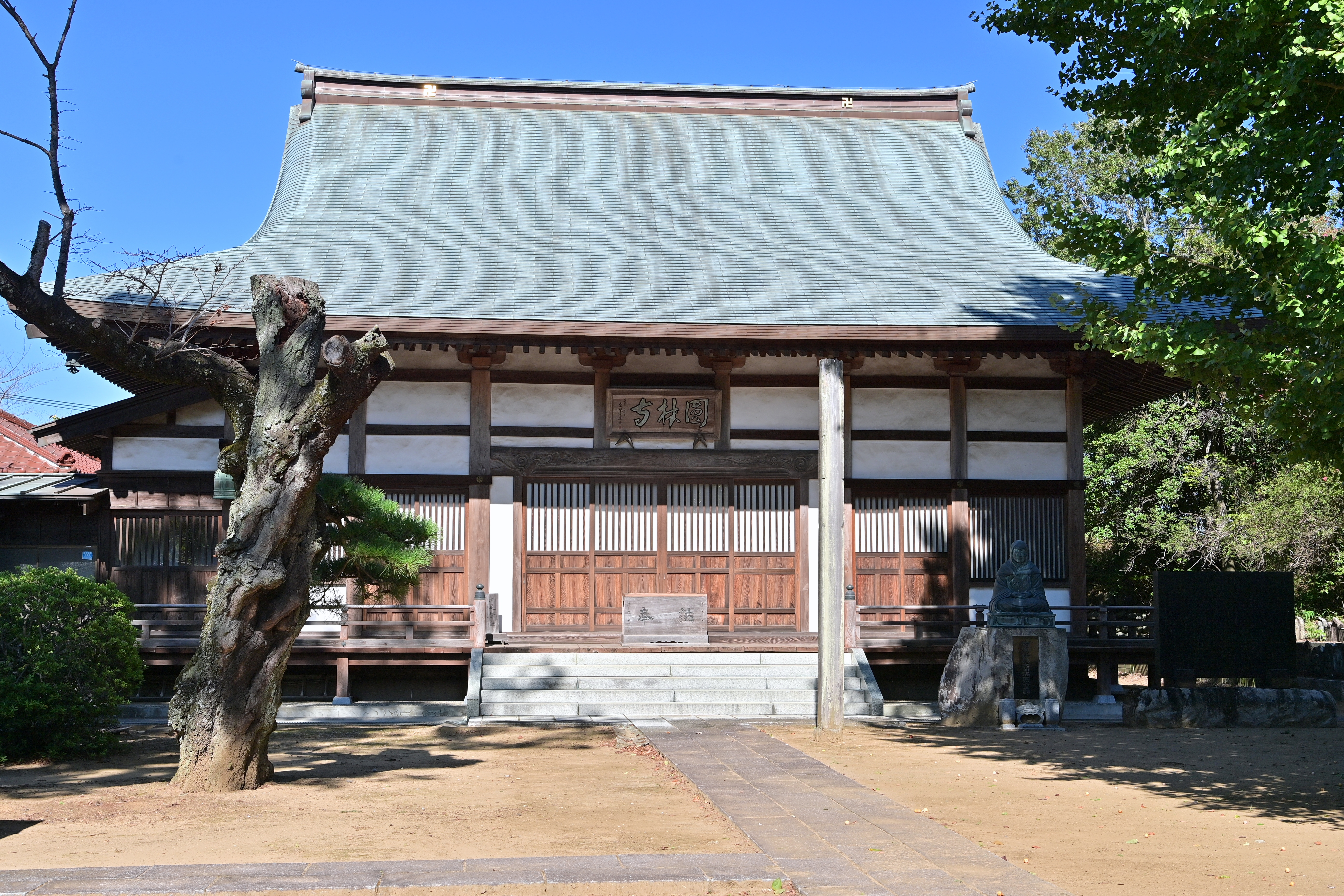
本堂

## 交通アクセス
- 路線バス沼南体育館前停留所より徒歩25分。